# Rivière Raimbault Est
Pour les articles homonymes, voir Raimbault.
La rivière Raimbault Est est un affluent de la rive est de la rivière Raimbault, coulant généralement vers le sud-ouest, dans la réserve écologique J.-Clovis-Laflamme, dans le territoire non organisé de Lac-Ashuapmushuan, dans la municipalité régionale de comté (MRC) Le Domaine-du-Roy, dans la région administrative de Saguenay-Lac-Saint-Jean, au Québec, au Canada. Ce cours d'eau fait partie du bassin versant de la vallée de la rivière Saint-Maurice.
L’activité économique du bassin versant de la « Rivière Raimbault Est » est la foresterie. Le cours de la rivière coule entièrement en zones forestières.

## Géographie
La rivière Raimbault Est prend sa source à l’embouchure du lac Malfait (longueur : 2,0 km dans le sens nord-sud ; altitude : 449 m) dans la réserve écologique J.-Clovis-Laflamme. La partie supérieure de la rivière Raimbault Est coule du côté est du cours de la rivière aux Eaux Mortes.
À partir de l’embouchure du lac Malfait, la rivière Raimbault Est coule sur 13,4 km, selon les segments suivants :
- 1,6 km vers le sud dans la réserve écologique J.-Clovis-Laflamme, en traversant le lac du Cutaway (longueur : 0,3 km ; altitude : 439 m) et la partie ouest du lac des Fourches (longueur : 1,2 km ; altitude : 431 m), jusqu’au barrage à l'embouchure de ce dernier lac ;
- 0,6 km vers l'ouest, jusqu’à la rive est du lac Travers ;
- 2,2 km vers le sud en traversant le lac Travers (longueur : 3,3 km ; altitude : 428 m) jusqu'à son embouchure situé au sud du lac ;
- 1,6 km vers le sud, puis vers le nord-ouest, jusqu’à l'embouchure du lac Croche ;
- 3,9 km vers le sud-est, puis le sud, en traversant en fin de segment le Premier lac Donat (longueur : 1,7 km ; altitude : 408 m), jusqu’au barrage aménagé à son embouchure ;
- 3,5 km vers le sud-ouest, jusqu'à la confluence de la rivière[2].

La rivière Raimbault Est se déverse sur la rive est de la rivière Raimbault dans la Réserve écologique J.-Clovis-Laflamme. Cette confluence est située à :
- 58,8 km au nord du réservoir Blanc ;
- 108,8 km au nord du centre-ville de La Tuque.

## Toponymie
Le toponyme rivière Raimbault Est a été officialisé le 5 décembre 1968 à la Commission de toponymie du Québec.